# 于萊努爾梅

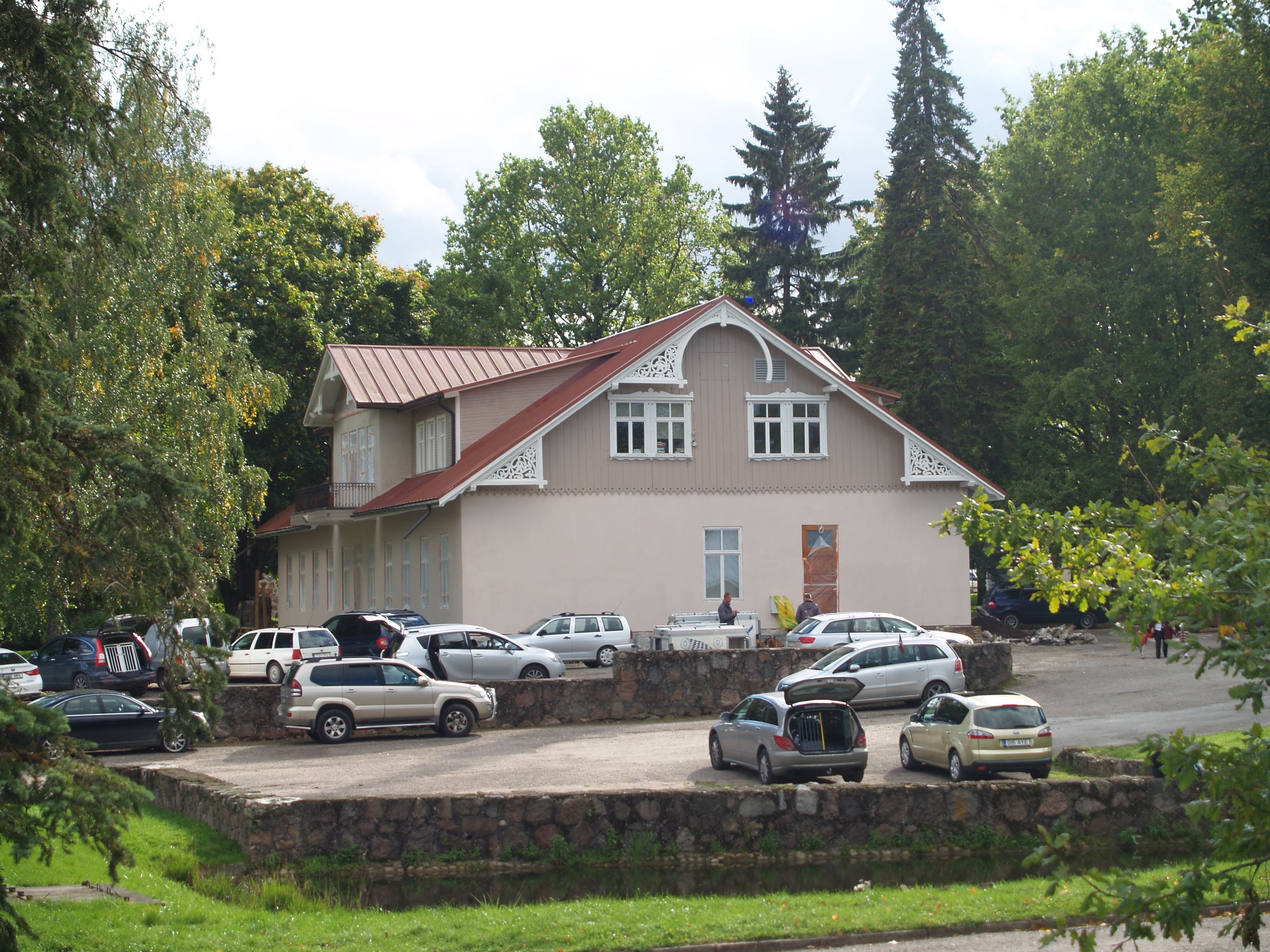
原于莱努尔梅庄园的主楼

于萊努爾梅是愛沙尼亞塔爾圖縣坎比亚市镇内的小鎮，位於該國東南部，曾是原于萊努爾梅市镇的行政中心，處於首都塔林東南面170公里，海拔高度52米，2013年該城鎮人口1,047。